# زهاوی
زهاوی یک نام خانوادگی متداول در میان کردها است. افراد شاخص با این نام از این قرارند:
- ابراهیم ادهم زهاوی، شاعر عراقی
- امجد زهاوی، فقیه و قاضی شرعی عراقی
- جمیل صدقی زهاوی، شاعر عربی عراقی
- هژار زهاوی، نوازنده کردی اهل عراق